# Waverley (powieść)
Waverley, czyli Sześćdziesiąt lat temu (ang. Waverley; or, 'Tis Sixty Years Since) – powieść historyczna Waltera Scotta z 1814 roku.
Waverley jest tematycznie związany z dziejami pogranicza szkocko-angielskiego. Jej akcja toczy się w 1745 roku w czasie jednego z jakobickich powstań, których celem było przywrócenie do władzy dynastii Stuartów.

## Geneza
Waverley ukazał się latem 1814 roku. Scott zaczął go pisać 10 lat wcześniej, na co wskazuje podtytuł: sześćdziesiąt lat temu, co w odniesieniu do 1745 roku, w którym rozgrywa się akcja powieści, daje rok 1805. W 1805 roku powstało 7 rozdziałów powieści (do wyjazdu Edwarda do Szkocji). Pisarz odczytał napisany fragment przyjacielowi Wiliamowi Erskine’owi, który, nie znając dalszych planów autora, uznał go za nudny.
Rękopis trafił do skrytki w biurku, a Scott powrócił do twórczości poetyckiej. W 1810 roku po ukazaniu się poematu Dziewica z jeziora, którego akcja rozgrywa się na terenie Highlands, pisarz powrócił do pomysłu napisania powieści z dziejów Szkocji. Zwierzył się z niego swemu wydawcy, Jamesowi Ballantyne’owi. Zniechęcony reakcją przyjaciela, ponownie go jednak zarzucił. Biurko z rękopisem powieści trafiło do rupieciarni w Abbotsford.
W 1813 roku niepowodzenie jego ostatniego poematu Rokeby i rosnące potrzeby finansowe związane z budową Abbotsford i kłopotami pieniężnymi jego przyjaciela i wydawcy, skłoniły pisarza do poszukiwania innych źródeł dochodu. Sukces powieści Marii Edgeworth (poruszających tematykę irlandzką) i fala podobnych powieści (Lady Morgan, Jane Porter, Elizabeth Hamilton) dał Scottowi impuls do podjęcia się podobnego przedsięwzięcia: ukazania w prozie dawnych mieszkańców Szkocji i ich obyczajów. Przez przypadek, szukając haczyków do wędki, znalazł wiosną 1814, w skrytce biurka, brulion rozpoczętej przed laty powieści. Zawarty w powieści element autobiograficzny, natchnął pisarza do pracy. Powieść powstała w błyskawicznym tempie. Pisarz napisał tomy II i III, obejmujące akcję do przyjazdu bohatera do siedziby Fergusa, pomiędzy 4 czerwca a 1 lipca 1814 roku.
7 lipca powieść ukazała się u Archibalda Constable’a w Edynburgu i Longmana, Hursta, Reesa, Orme’a and Browna w Londynie. Pisarz wydał ją anonimowo.

## Miejsce i czas akcji

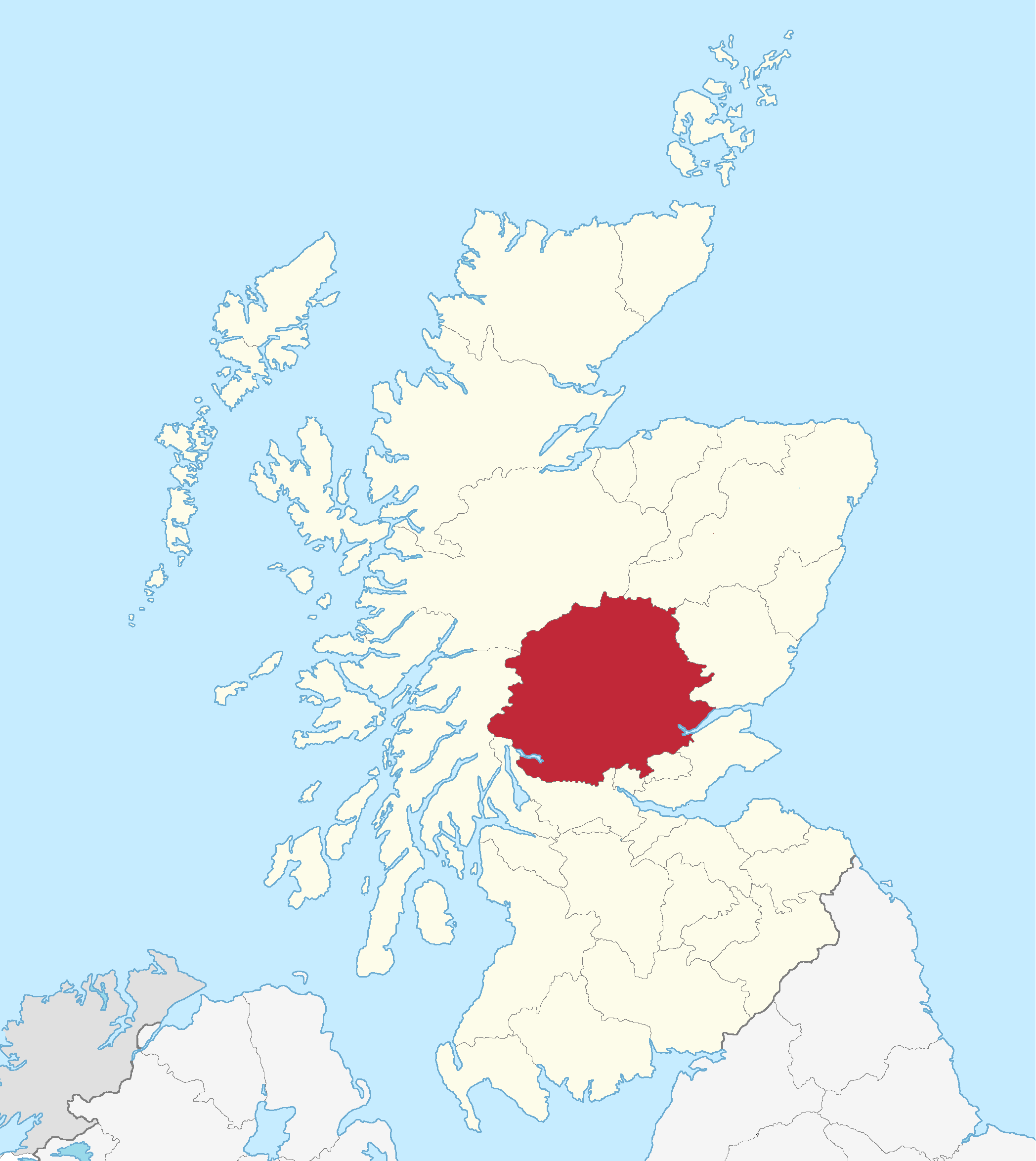
Dawne księstwo Perthshire

Początkowe i końcowe rozdziały powieści rozgrywają się w Anglii. Zasadnicza część akcji powieści toczy się w Perthshire w Szkocji, we wschodniej części Lowlands z dłuższą wycieczką na południe Highlands. Trzy wydarzenia historyczne wyznaczają ramy akcji powieściowej: bitwa pod Prestonpans 21 września 1745, potyczka lorda Lonsdale’a – 19 grudnia i bitwa pod Culloden – 16 kwietnia 1746.

## Treść
Edward Waverley, młody szlachcic angielski, marzyciel i indolent, jest wychowywany po części przez swego ojca, wiga pracującego dla rządu hanowerskiego, po części przez wuja, torysa, podtrzymującego jakobicką tradycję rodziny.
Wyekwipowany przez ojca, Edward, na czele kompanii dragonów, wstępuje do armii angielskiej. W garnizonie znajdującym się w Dundee, w Szkocji, szybko zaczyna się nudzić. Korzysta więc z pozwolenia złożenia wizyty u barona Bradwardine’a, jakobity, przyjaciela swego wuja, mieszkającego u podnóża gór w Perthshire. Bradwardine ma śliczną córkę, Różę, która zakochuje się w Edwardzie.
Kradzież bydła barona przez górali skłania Edwarda do pieszej wyprawy w wysokie góry. Wpada najpierw w ręce rozbójnika, który skradł bydło, Donalda Bean Leana i uzyskuje jego zwrot, dzięki interwencji naczelnika klanu Fergusa MacIvora. Bawiąc dłuższy czas w jego siedzibie zakochuje się, nie bez przychylności MacIvora, w jego siostrze Florze. Uczestniczy też nieświadomie w łowach na jelenie, które tak naprawdę są przygotowaniami do drugiego powstania jakobickego.
Oskarżony, pod wpływem machinacji Donalda Bean Leana o przejście na stronę rebeliantów i próbę zwerbowania swoich żołnierzy, zostaje, podczas próby przedostania się do Anglii, aresztowany i odesłany do twierdzy Stirling. Uwolniony przez nie wiadomo kogo i prowadzony w nieznanym kierunku trafia do Edynburga, gdzie zastaje Fergusa MacIvora i zostaje przedstawiony księciu Karolowi Edwardowi, synowi pretendenta do korony Zjednoczonego Królestwa. Oburzony na niesprawiedliwość swoich przełożonych, Edward zgadza się walczyć w szeregach jakobitów. W pałacu spotyka także barona Bradwardine’a, jego córkę Różę i Florę, damę jego serca, która jednak przy pierwszym spotkaniu daje mu do zrozumienia, że ma dla niego tylko uczucie przyjaźni.

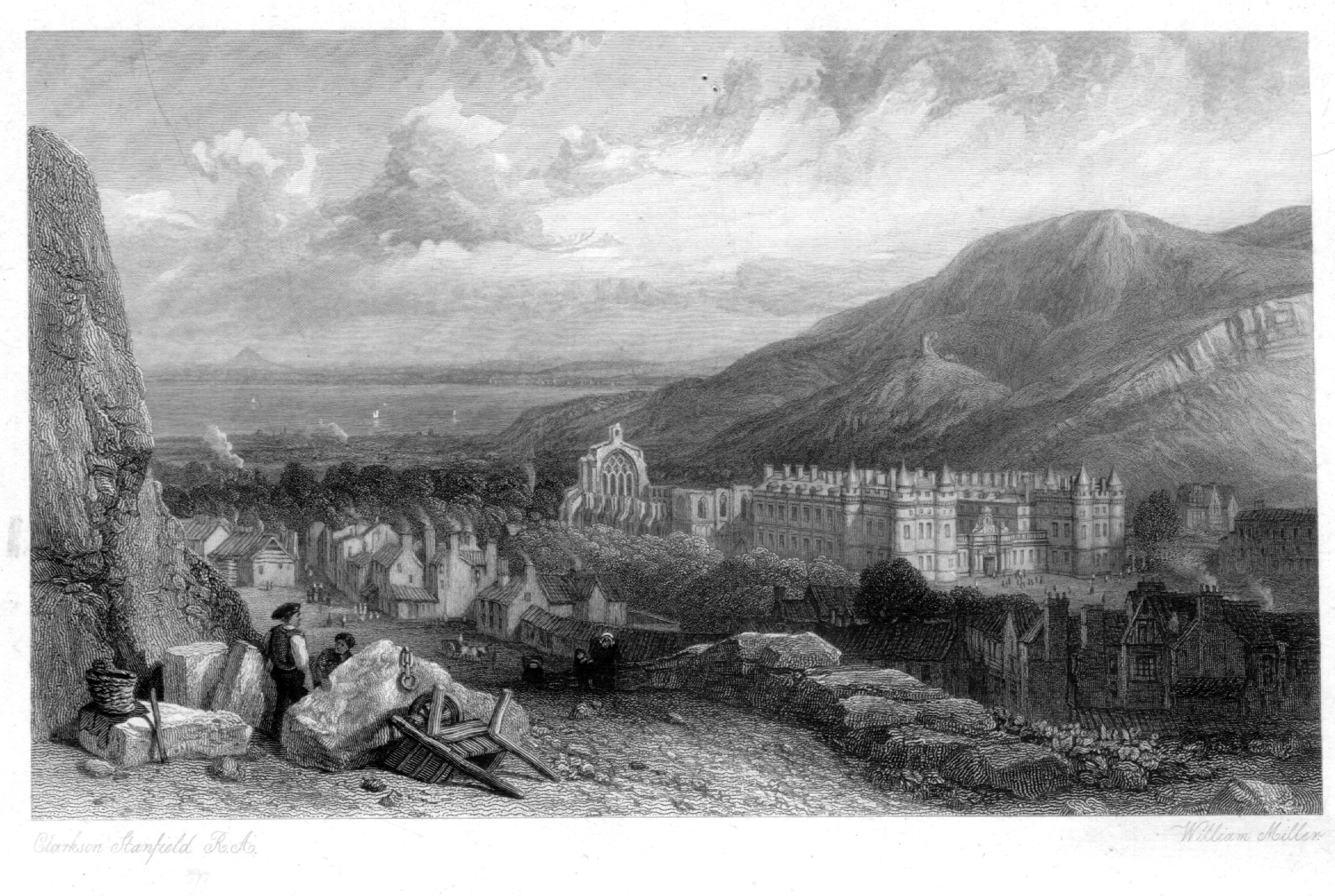
Ruiny pałacu w Hollyrood, gdzie Karol Edward wydał bal dla swych stronników. Grawiura Williama Mullera. 1842

W bitwie pod Prestonpans (21 września 1745) Edward w stroju szkockiego górala walczy przeciwko swemu dawnemu regimentowi i ludziom z majątku swego wuja. Jest obecny przy śmierci swego byłego dowódcy. Po bitwie ratuje życie wziętemu do niewoli oficerowi angielskiemu, pułkownikowi Talbotowi, jak się okazuje przyjacielowi wuja, który wyruszył na północ, by odszukać Edwarda. Talbot pozostaje pod strażą Edwarda. Wspólnie odkrywają machinacje Donalda Bean Leana, który skradłszy Edwardowi pieczęć, sygnował nią fałszywe listy, w których namawiał ludzi Edwarda do dezercji. Talbot otrzymuje wiadomość, że jego żona poroniła i dzięki wstawiennictwu Edwarda, zostaje zwolniony pod słowem z aresztu.
Wobec odmowy Flory Edward wyjawia jej bratu, że rezygnuje ze starań o jej rękę. Dotknięty tym osobiście Fergus, który przez nieporozumienie dodatkowo dochodzi do wniosku, że Edward chce z nim konkurować o Różę, zrywa z nim wszelkie kontakty. Wskutek nadgorliwości jego ludzi, którzy organizują zamach na życie Edwarda, dochodzi do regularnej potyczki pomiędzy oddziałami Fergusa i barona Bradwardine’a, broniącego Edwarda, zażegnanej dopiero przez księcia. Między przyjaciółmi dochodzi do pojednania.
Wojsko szkockie wyrusza w głąb Anglii. Wobec szczupłości swych sił zmuszone jest jednak się wycofać. W potyczce pod Clifton (19 grudnia 1745) Fergus dostaje się do niewoli, a Edward, straciwszy kontakt ze swym oddziałem, znajduje schronienie w wiejskiej chacie.
Po kilku tygodniach dowiaduje się z gazety, że jego ojciec zmarł, a wuj został aresztowany. Udaje się więc, narażając własne życie, w przebraniu do Londynu, by go oczyścić z zarzutów. Od pułkownika Talbota dowiaduje się, że wuj ma się dobrze. Wobec klęski pod Culloden (16 kwietnia 1746) i polowań na stronników Stuartów, Talbot wysyła Edwarda, z dokumentami swego bratanka na północ.
Edward dociera do Bradwardine, które zostało złupione przez zwycięskich Anglików. Odnajduje ukrywającego się w lesie barona, a od jego służącej dowiaduje się, że to dzięki staraniom i pieniądzom Róży został przed kilku miesiącami uwolniony z niewoli. Od Talbota otrzymuje list donoszący o wyjednanym mu i baronowi Bradwardine’owi ułaskawieniu u następcy tronu. Edward oświadcza się Róży i zostaje przyjęty. Po drodze do Waverley Edward odwiedza skazanego na śmierć, uwięzionego w twierdzy w Carlisle Fergusa. Żegna się z nim i z odpływającą do Francji Florą. Następnego dnia Fergus zostaje ścięty za miastem.
Edward poślubia Różę i wraz z nią udaje się do Bradwardine. Jego teść odzyskuje skonfiskowany przez rząd majątek, wykupiony przez Edwarda.

## Polskie wydania powieści
Powieść została po raz pierwszy wydana w języku polskim w roku 1830, w Warszawie, przez Franciszka Ksawerego Dmochowskiego w pięciu tomach, w tłumaczeniu Teresy Świderskiej. W XX wieku ukazała się wielokrotnie w: 1907, 1929, 1953, 1955, 1958, 1962, 1972, 1984, 1989, a w kolejnym stuleciu w 2005 roku.